# 司非二
小馬座δ，固有名Pherasauval又名BD+09 4746，HD 202275、SAO 126643、HR 8123，是小馬座的一颗恒星，视星等为4.49，位于銀經60.5，銀緯-25.65，其B1900.0坐标为赤經21h 9m 36.6s，赤緯+9° -25.65′ 6″。